# Ivana Brlić-Mažuranić
Ivana Brlić-Mažuranić (pronunțat [ǐv̞ana bř̩ːlit͡ɕ maʒǔranit͡ɕ]; n. 18 aprilie 1874, Ogulin, cantonul Karlovac, Croația – d. 21 septembrie 1938, Zagreb, Regatul Iugoslaviei) a fost o scriitoare croată, considerată cel mai bun scriitor croat de literatură pentru copii.

## Biografie
S-a născut la 18 aprilie 1874 în orașul Ogulin, în renumita familie croată Mažuranić. Tatăl ei, Vladimir Mažuranić, a fost un scriitor, avocat și istoric care a scris Prinosi za hrvatski pravno-povjestni rječnik (Dicționar croat de istorie și drept) în 1882. Bunicul ei a fost politicianul și poetul Ivan Mažuranić, iar bunica, Aleksandra Demeter, a fost sora scriitorui Dimitrija Demeter, unul dintre personajele-cheie ale mișcării de renaștere națională croată. Ivana a fost școlită la domiciliu. S-a mutat, împreună cu familia, mai întâi la Karlovac, apoi la Jastrebarsko și, în cele din urmă, la Zagreb.
După căsătoria din 1892 cu politicianul și avocatul Vatroslav Brlić, s-a mutat la Brod na Savi (astăzi Slavonski Brod), unde a continuat să locuiască aproape toată viața. A născut șase copii și și-a dedicat toată munca familiei și educației. Primele sale creații literare au fost scrise în franceză.
După o depresie îndelungată, autoarea s-a sinucis la 21 septembrie 1938 la Zagreb. Este înmormântată în cimitirul Mirogoj din Zagreb.

## Operă
Ivana Brlić-Mažuranić a început să scrie poezii, jurnale și eseuri destul de devreme, dar lucrările ei nu au fost publicate decât la începutul secolului al XX-lea. Poveștile și articolele sale, precum seria de articole educaționale intitulată „Școala și vacanțele”, au început să fie publicate cu regularitate în reviste după anul 1903.
În 1913, a fost publicată cartea Čudnovate zgode šegrta Hlapića (din croată: Aventurile minunate ale ucenicului Hlapić), prima lucrare celebră a autoarei. Povestea este despre aventurile ucenicului sărac Hlapić, în timpul cărora el o găsește întâmplător pe fiica pierdută a dascălului său.
Cartea Priče iz davnine (din croată: Povești din vremuri îndepărtate), publicată în 1916, se numără printre cele mai cunoscute lucrări ale sale. Cartea conține mai multe basme noi, dar invocă inclusiv motive din mitologia slavă a croaților. Datorită acestui fapt, Brlić-Mažuranić a fost comparată cu Hans Christian Andersen și Tolkien, care, de asemenea, au compus eposuri originale, dar bazate pe unele elemente mitologice deja existente.
Brlić-Mažuranić a fost nominalizată la Premiul Nobel pentru literatură de patru ori: în 1931 și 1935 a fost nominalizată de istoricul Gabriel Manojlović, iar în 1937 și 1938 acestuia i s-a alăturat filozoful Albert Bazala. În 1937, a devenit prima femeie-membru corespondent în Academia Iugoslavă de Științe și Arte. A fost distinsă cu Ordinul Sfântului Sava.

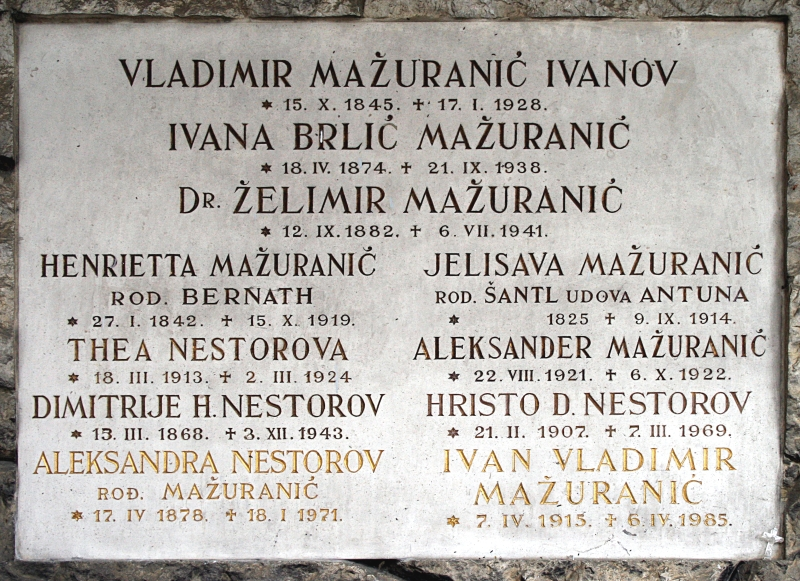
Piatra funerară a Ivanei Brlić-Mažuranić la cimitirul Mirogoj din Zagreb

Din opera sa pot fi evidențiate următoarele lucrări:
- 1902: Valjani i nevaljani („Cel bun și cel rău”)
- 1905: Škola i praznici („Școala și vacanțele”)
- 1912: Slike („Imagini” – poezie)
- 1913: Čudnovate zgode šegrta Hlapića („Aventurile minunate ale ucenicului Hlapić”)
- 1916: Priče iz davnine („Povești din vremuri îndepărtate”)
- 1923: Knjige o omladini („Carte pentru tineri”)
- 1935: Iz arhive obitelji Brlić u Brodu na Savi („Din arhivele familiei Brlić din Brod na Savi”)
- 1937: Jaša Dalmatin, potkralj Gudžarata („Jaša Dalmatin, guvernatorul Gujaratului”)
- 1939: Srce od licitara („Inima din turtă dulce”)
- 1943: Basne i bajke („Fabule și basme”)

### Traduceri

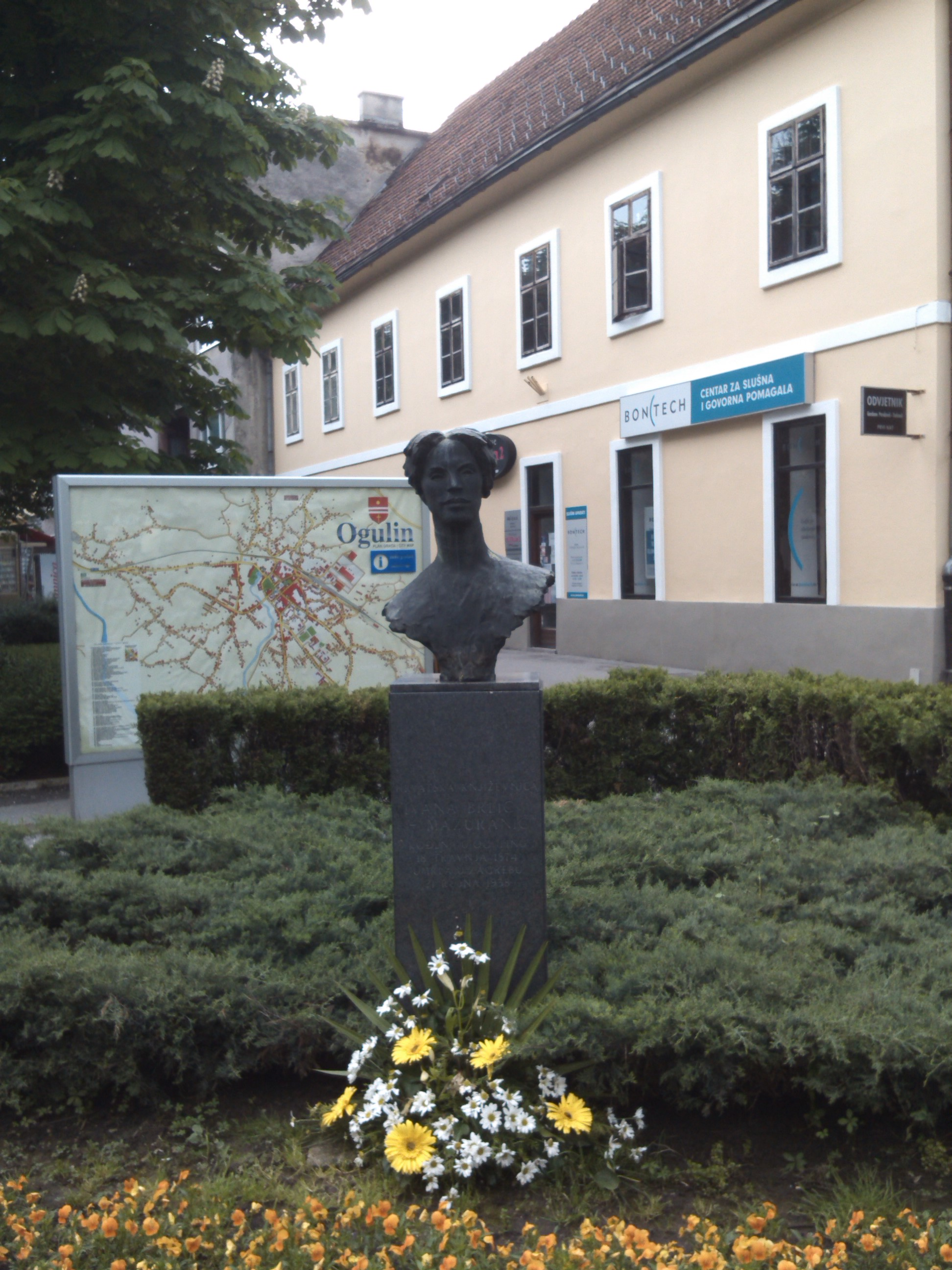
Bust în orașul natal Ogulin

Romanele și basmele sale pentru copii, destinate inițial copiilor ei, au fost traduse în aproape toate limbile europene. Criticii literari croați și străini au botezat-o „Andersen-ul croat”.
Aventurile minunate ale ucenicului Hlapić a fost tradusă în bengali (de Dr. Probal Dashgupta), hindi, chineză (de Shi Cheng Tai), vietnameză (câteva capitole), turcă, japoneză (de Sekoguchi Ken), persană (de Achtar Etemadi) și alte limbi. Multe traduceri au fost făcute prin intermediul limbii esperanto.

### Adaptări
În anii 1990, compania „Croatia filmu” a adaptat lucrarea Aventurile minunate ale ucenicului Hlapić sub forma unui film de animație pentru copii, Lapitch, micul cizmar. Filmul, lansat în 1997, a devenit cea mai vizionată producție cinematografică din Croația și a fost înaintat la Premiile Oscar 1998, la categoria Cel mai bun film străin. Regizorul Milan Blažeković și-a declarat intenția să realizeze și o adaptare a altei lucrări a autoarei, Povești din vremuri îndepărtate.